# Impaktno jezero
Impaktno jezero je tip jezera koji je nastao djelovanjem svemirskoga utjecaja, tj. udarom meteorita na površinu Zemlje. Tom prilikom je nastalo ulegnuće – udarni krater, koje je kasnije ispunjeno vodom. Na otoku Saaremaa u Estoniji postoji 9 impaktnih kratera od kojih je najpoznatije „Kaali”.